# 이재용 (1954년)
이재용(李在庸, 1954년 7월 1일 ~ )은 대한민국의 치과의사 출신 정치인이다. 대구광역시 남구청장, 환경부 장관, 국민건강보험공단 이사장을 역임하였다.

## 경력
- 1982년 ~ 1989년: 극단 `처용` 대표
- 1985년 ~ 1995년: 이재용치과 원장
- 1988년 ~ 1990년: 건강사회를 위한 치과의사회 초대 대구회장
- 1991년 ~ 1995년: 대구환경운동연합 초대 집행위원장
- 1991년 ~ 1995년: 페놀사태 해결을 위한 시민대책위원회 집행위원장
- 1992년 ~ 1995년: 공산댐 살리기 범시민대책위원회 집행위원장
- 1993년: 산업보건연구회 회장
- 1991년 ~ 1995년: `페놀사태 해결을 위한 시민대책위원회` 집행위원장
- 1992년 ~ 1995년: `공산댐 살리기 범시민대책위원회` 집행위원장
- 1993년 ~ 1995년: 사법개혁을 위한 시민모임 집행위원장
- 1993년 ~ 1997년: 한국연극협회 대구광역시 지회장 회장
- 1993년 ~ 1994년: 고속철도 지상화반대 시민단체연합회의 집행위원장
- 1994년 ~ 1995년: 대구시민 환경감시단장
- 1994년 ~ : 장애우 권익 문제연구소 이사
- 1994년 : 대한교통학회 대구·경북지회 이사
- 1995년 ~ 2002년: 대구광역시 남구청장(무소속)
- 1995년 : 대구경북지리정보시스템(QIS) 연구회원
- 1995년 : 지구의날 기념 「앞산껴안기운동」준비위원장
- 1998년 ~ 2002년: 대구 생명의 전화 이사
- 1998년 ~ 2002년: 대구시민 책나눠읽기 운동본부 고문
- 2000년 ~ 2002년: 미군기지 주둔지역 자치단체장 협의회 사무처장
- 2000년 ~ 2002년: 전국 시장·군수·구청장협의회 부회장
- 전국 지방자치개혁연대 공동대표
- 2000년 : 대구·경북 GIS학회 이사
- 2000년 ~ : 대구시 지체장애인협회 고문
- 2000년 ~ : 대구시 시각장애인 연합회 고문
- 2000년 ~ : 대구·경북 척수장애인 복지회 고문
- 2000년 ~ : 대구 생명의 전화 이사
- 2000년 ~ : 시민 책 나눠주기 운동본부 고문
- 2000년 ~ : 전국연극인협회 회장
- 2002년 : 대구역도연맹 부회장
- 2005년 ~ 2006년: 환경부장관
- 2009년 ~ : 이재용치과 원장
- 더불어민주당 중·남 지역위원장

## 전과
- 도로교통법위반(음주운전): 벌금 150만원 - 2010년 7월 23일 선고[1]

## 역대 선거 결과
|  | 57.90% |

|  | 58.20% |

|  | 38.90% |

|  | 33.55% |

|  | 21.10% |

|  | 21.69% |

|  | 26.71% |

|  | 31.01% |

## 수상
- 1995년: 한국문화예술대상 (한국일보사)
- 1996년: 제21회 한국 연극예술인 상 (한국연극협회)
- 늘푸른환경대상
- 1998년: 전국자치단체장 중 가장 닮고 싶은 단체장 1위

## 저서
- 1995년: 자치시대의 지역환경(공저, 한울출판사)